# 큐 (영화)
"큐"는 1997년에 개봉한 대한민국의 영화이다. 한국빌리아드 프로모션이 주관사로 제작에 참여했지만 서울극장에서 15일간 상영한 뒤 막을 내리며 흥행에 실패했고 이덕화(민욱 역)는 해당 영화 때문에 한동안 TV 출연을 자제했으며 <큐>의 흥행 참패 뿐 아니라 1996년 대한민국 제15대 국회의원 선거에서 낙선하여 한동안 슬럼프를 겪었고 우여곡절 끝에 SBS 드라마 "이웃집 여자"로 TV 복귀를 했으나 <큐> 이후 영화 출연을 자제했는데 "복면달호"로 스크린 복귀를 할 예정이었지만 KBS 1TV 드라마 "대조영" 녹화일과 겹쳐 고사했다.

## 캐스팅
- 이덕화 : 민욱 역
- 심혜진 : 혜수 역
- 김종헌 : 동수 역
- 독고영재 : 독고 역
- 박준규 : 준규 역
- 이석구 : 뚱보 역
- 허기호 : 선원 역
- 오명근 : 검은티 역
- 조경남 : 호구 역
- 유경애 : 완산댁 역
- 최경아 : 여인 역
- 김현숙 : 민욱아내 역
- 최유진 : 보디가드 역
- 이제관 : 경찰 역
- 전문식 : 사내 1 역
- 김은수 : 사내 2 역
- 허범식 : 사내 3 역
- 이민규 : 사내 4 역
- 이명진 : 사내 5 역
- 박성일